# 292872 Anoushankar
292872 Anoushankar este o planetă minoră (asteroid) din centura de asteroizi. A fost descoperită pe 12 noiembrie 2006 la Borbona de Vincenzo Silvano Casulli⁠(d). 
Obiectul prezintă o orbită caracterizată de o semiaxă mare de 3,0564742163273 UAi, o excentricitate de 0,12, o înclinație de 9 ° în raport cu ecliptica.